# Janszky-ügy
A Janszky-ügy Janszky Lajos vezérőrnagy nevéhez fűződik, aki 1886-ban Budapesten a 61. gyalogdandár parancsnoka volt. Janszky tábornok 1886. május 21-én Budavár visszafoglalásának évfordulóján a fővárosban állomásozó műszaki csapatok tisztjeivel a budai temetőben megkoszorúzta Hentzi tábornok sírját, és ott beszédet mondott, amelyben Hentzit mintaképül ajánlotta a tiszteknek. Mindez közfelháborodást váltott ki. Tisza Kálmán kísérletet a polgárok lecsillapítására, de ezzel Bécs és a katonai vezetés haragját váltotta ki. Ez a politikai ügy közel négy hónapig húzódott és végül a Janszky előléptetésével és királyi dokumentum kiadásával zárult.

## Politikai ügy
Mióta a magyar nemzet május 21 ikét, — mint Budavár visszavételének emlékét — megüli, most történt először, hogy a közös hadsereg tisztjei részéről ellendemonstrátió történt. Hentzi és társainak sírját koszorúzták meg a közös hadsereg 4. és 5. műszaki zászlóaljának tisztjei Janszky tábornok parancsára, ki a sirnál »elragadtatással hivatkozott az egységes szellemre, mely azon időkben (t. i. 1848-ban) a császári hadseregben uralkodott s óhaját fejezte ki, vajha mindig oly erős volna az összetartás a hadseregben, mint akkor volt. Ezen, a magyar nemzetnek a mult emléke iránt táplált kegyeletes érzését mélyen sértő eseményről az »Egyetértés« hozott legelőbb tudósitást s a mély felháborodás csakhamar felzúgott Budapesten és az egész országban. B.pesten f. hó 22-én Janszky tábornokot az egyetemi ifjúság és a nagy közönség macskazenével tisztelte meg, Budán pedig a Hentzi szobor előtt határtalan lelkesedés között éltették Kossuth Lajost és József főherceget, majd rázendítették a »Lajos bácsi azt izente« és a »Megállj« refraínnel kezdődő hazafias dalokat, melyektől az est homályában visszhangzott az egész város.

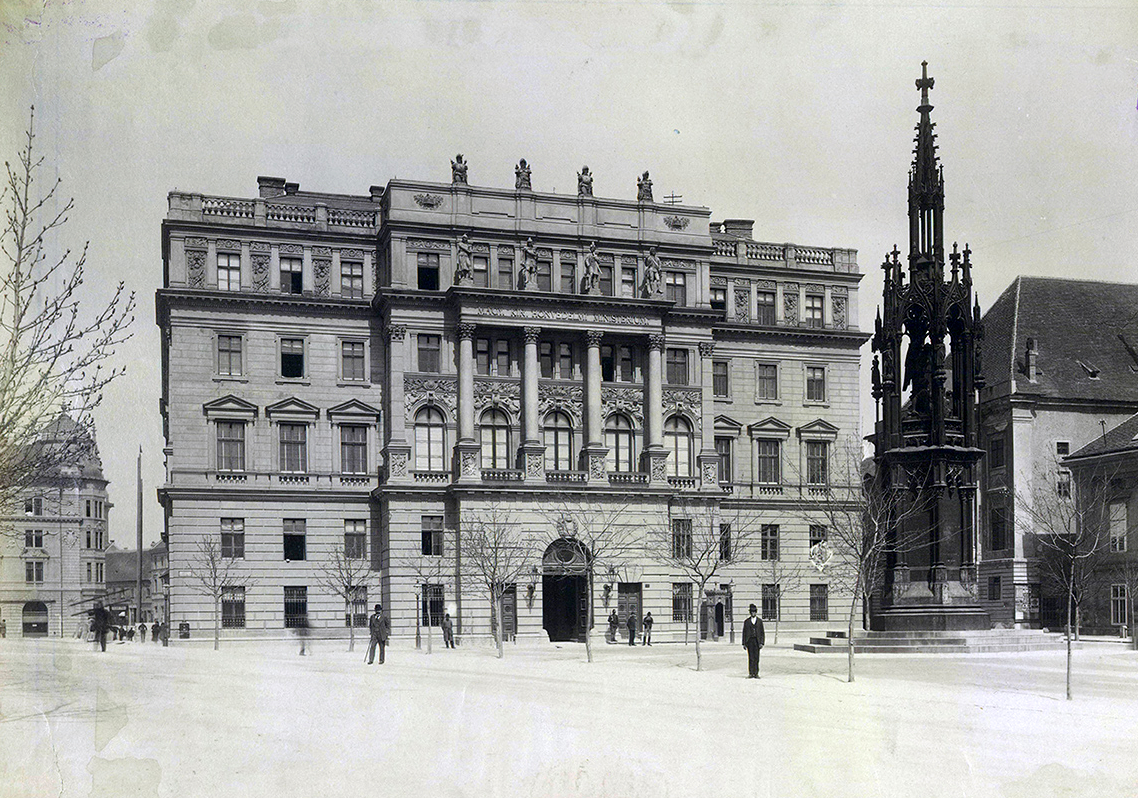
A Honvéd minisztérium és a Hentzi-emlékmű, Klösz György felvétele. Heinrich Hentzi császári tábornok emlékműve Budán, a Szent György téren. „Ős Budavár Szent György terén áll a szégyenoszlop. Hentzi szobra az. ... Jó magyarom, ha Buda várába tévedsz, kerüld el azt az oszlopot!” Az emlékművet 1899-ben vitték át a Szent György térről a Hűvösvölgyi úti katonai nevelőintézetbe

1886. május 22-én a képviselőházban két függetlenség párti képviselő interpellációt intézett a miniszterelnökhöz, amelynek tárgya az előző napi koszorúzás és az ominózus beszéd volt. Még ugyanezen a napon az egyetemisták tüntetést rendeztek Janszky ellen annak házánál, és végül a tábornok ablakait beverték.
Május 24-én az akkori miniszterelnök, Tisza Kálmán lecsillapította a felzúdult közvéleményt azzal, hogy az interpellációkra mondott válaszában Janszky tábornok eljárását „tapintatlannak és helytelennek” bélyegezte. Mindez a bécsi udvarban és a magasabb katonai körökben váltott ki nemtetszést, annál is inkább, mert a miniszterelnök beszédében arra is hivatkozott, hogy elítélő véleménye megegyezik a vezető katonai körök véleményével.
Ennek hangot is adtak, előbb a hadsereg főfelügyelője, Albrecht királyi herceg egy Boszniában mondott pohárköszöntőjében, majd pár nap múlva az osztrák birodalmi gyűlésen Richard Belcredi gróf – volt osztrák miniszter – éleshangú beszédben hasonlóképpen nyilatkozott.
Természetesen erre az egyetemisták újra tüntetni kezdtek. Napokig tartó utcai zavargások törtek ki, amelyeknek csak a kivonult nagyszámú katonaság volt képes véget vetni oly módon, hogy a tömeg ellen több huszár- és szuronyrohamot intézett. Ennek a támadásnak egy halálos áldozata és sok sebesültje volt. Június 10-én a katonaság a tüntetőket körülfogta és 710 embert letartóztatott.
A közvélemény hangosan követelte és várta, hogy a király a megsértett nemzeti érzületet ki fogja engesztelni. E helyett egy hónappal későbben (július) Janszky tábornokot előléptették hadtestparancsnokká, Edelsheim-Gyulai Lipót bárót, az akkori budapesti hadtestparancsnokot pedig nyugdíjazták. Ekkor képviselőkből és polgárokból bizottság alakult, amely augusztus 1-jén gyűlést tartott a Janszky-ügyben. Az izgatottság mind nagyobb méretet öltött, augusztus 11-én a hivatalosan is megjelent a királyi kézirat, amely Edelsheim nyugdíjazását azzal indokolta, hogy az tisztán katonai szempontból vált szükségessé. Ugyanez a királyi kézirat azt is kijelentette, hogy: „sajnos, ha egyes tények miatt az egész hadsereg kedvezőtlen bírálat alá vétetik”.
A királyi kézirat lezárta a közel négy hónapig tartó Janszky-ügyet és lecsillapította a háborgó közvéleményt.